# 胡雪峰
胡雪峰（1980年1月14日—），中国篮球运动员，生涯效力于CBA的江苏肯帝亚。他的位置是后卫[。他曾多次入选国家队，最近的一次是在2009年亚洲篮球锦标赛上。
作为后卫，胡雪峰以其高超断球技术闻名，他曾多次获得CBA的赛季抢断王，也是CBA职业生涯总抢断数的纪录保持者，总助攻数2595个排名第一。他曾在比赛中打出CBA历史上仅有的两次四双数据之一，并且多次打出三双数据，其三项二位数的项目曾经出现过助攻，抢断和篮板，而非一般球员的得分。
2016年底胡雪峰出任江苏省体育局篮球运动管理中心副主任。2017年10月10日，胡雪峰宣布退役，他将彻底告别球场并担任总教练。退役仪式于10月29日举行，胡雪峰的55号球衣也就此退役，被悬挂在了体育馆上方。